# Amt Obergreiz
Das Amt Obergreiz war von 1616 bis 1698 und von 1812 bis 1854 ein Amt von Reuß älterer Linie.

## Geschichte
Im Rahmen der Erbteilungen von Reuß älterer Linie entstand 1625 die Unterlinie Reuß-Obergreiz. Heinrich IV., „der Mittlere“ (* 1597; † 1629) erhielt 1625 im Rahmen einer Erbteilung Obergreiz. In der neu entstandenen Herrschaft wurde als Oberbehörde eine Kanzlei und als Unterbehörde ein Amt eingerichtet. Aufgrund der Kleinheit der Herrschaft bestand aber keine klare Trennung dieser Behörden. Nach dem Tod von Heinrich XVI. im Jahr 1698 fiel das Amt Dölau an Obergreiz. Das Amt Dölau wurde nun aufgelöst und seine Aufgaben von Amt Obergreiz übernommen.
Ende 1812 wurde wieder das Amt Dölau erneut errichtet. Sein Sprengel umfasste im Wesentlichen die seit 1698 zu Obergreiz gehörigen Orte der ehemaligen Herrschaft Dölau. Die Ämter Obergreiz, Untergreiz und Dölau wurden aufgrund einer landesherrlichen Verordnung vom 25. November 1854 mit Wirkung vom 1. März 1855 zum Justizamt Greiz vereinigt. Diese war – wie die einzelnen Ämter vorher – sowohl Verwaltungsbehörde als auch erstinstanzliches Gericht. Die Trennung der Rechtsprechung von der Verwaltung wurde in Reuß älterer Linie erst 1868 eingeführt.

## Umfang
1840 bestand das Amt aus folgenden Orten: Altgommla (mit dem Obergreizer Anteil von Pommeranz), Bernsgrün (Amts- und Patrimonialgerichtsdorf (Rittergut Bernsgrün)), Cossengrün (mit Lochschenke), Erbengrün (mit Ortsteil „Stern“), Görschnitz reuß. Anteils (Patrimonialgerichtsdorf), Stadt Greiz (Obergreizer Anteil), Herrmannsgrün zum Teil (Patrimonialgerichtsanteil (Rittergut Herrmannsgrün)), Hohenölsen reuß. Anteils mit Neudörfel (Patrimonialgerichtsdörfer (Rittergut Hohenölsen)), Hohndorf (mit Höllschenke), Kleinreinsdorf (mit Krellenschenke,
Grüner Eiche und Neuhammer), Kurtschau, Moschwitz (mit Klein- und Neumoschwitz und Bucka), Naitschau, Neugommla, Obergrochlitz, Pöllwitz (Anteil Reuß ä.L.), Schönbach, Sorge-Settendorf, Ober- und Untertannendorf, Untergrochlitz, Wellsdorf (mit Kleinhohndorf), Wolfshain (mit den beiden Kalkgruben) sowie Zoghaus.